# 올림픽 헌장
올림픽 헌장(프랑스어: Charte olympique, 영어: Olympic Charter)은 올림픽과 관련된 조직의 규칙이나 가이드라인을 정하며 올림픽에 관한 활동을 다스리는 것이다. 최근 업데이트는 2007년 7월 7일에 되었다. 국제 올림픽 위원회에서 채택하며 이 헌장은 기초 원칙의 법전화된 글이며 법률과 조항이 있다. 올림픽 헌장의 공식언어는 프랑스어와 영어이다. 하지만 IOC총회 기간중에는 올림픽 헌장이 독일어, 스페인어, 러시아어, 아랍어로 번역된다. 만약 언제라도 역서에 관한 충돌이 일어나면 프랑스어판을 기준으로 삼는다.

## 올림픽 헌장의 취지
올림픽사(史)를 통틀어서 올림픽 헌장은 올림픽 논쟁의 결과를 삼는 것이 되었다. 서문에서 밝혔듯이 올림픽 헌장은 세가지의 취지를 지니고 있다.
- 올림픽이념(올림피즘, Olympism)의 가치와 원칙을 세움.
- IOC법의 역할을 함.
- 올림픽 활동을 구성하는 네 가지 주요 기구의 권리와 의무를 명시함.(국제 올림픽 위원회(IOC), 국제 경기 연맹, 국가 올림픽 위원회, 올림픽 조직 위원회.)

## 올림픽 헌장 조문
6장 61조로 이루어져있으며 올림픽 헌장에 있어서 자세한 몇몇 가이드라인과 규칙의 윤곽을 정한다. 이 조항의 주 내용이고 요약한것 중 가장 중요한것은 올림픽의 운영, 올림픽 활동, 세가지 주요 기구(국제 올림픽 위원회, 국제 경기 연맹, 국가 올림픽 위원회)라고 볼 수 있다.

### 1장: 올림픽과 그 활동
2조 : IOC의 목적은 올림픽이념을 전 세계에 퍼뜨리는 것과 올림픽 활동을 안내하는 것이다. 스포츠에서의 윤리를 지지하며 스포츠에 있어서 참가를 장려하고, 올림픽이 정기적인 일정에 맞쳐져서 진행되는 것을 확신하며, 올림픽 활동을 보호하고, 스포츠의 발전을 지지하고 장려한다.
6조 : 올림픽에서의 경쟁은 개인이나 팀의 경쟁이지 국가간의 경쟁이 아니다.
8조 : 올림픽 심벌은 5개의 서로 맞물리는 5개의 링으로 이루어져있으며 왼쪽에서부터 파랑, 노랑, 검정, 초록, 빨간색이다.

### 3장: 국제 경기 연맹 (IF)
3장에서는 올림픽 활동에 있어서 국제 경기 연맹의 역할을 언급하고 있다. 국제 경기 연맹은 국제적인 비정부기구이며 세계적수준으로 스포츠를 관리하고 국가적수준에서 각 스포츠를 관리하는 산하단체를 포함한다. 올림픽 경기 종목은 국제 경기 연맹의 존재하에 존재한다. 국제 경기 연맹들은 그 스포츠를 올림픽 헌장과 올림픽 정신(Olympic spirit)의 기준에 부합되도록 발전시킨다. 각 스포츠에 있어서 능통한 전문가의 의견과 함께 국제 경기 연맹은 경쟁이 펼쳐지는 곳에서 최대한 세세한것까지 적합하도록 조종한다.

### 4장: 국가 올림픽 위원회 (NOC)
28조 : 국가 올림픽 위원회(NOC)의 목적은 그 위원회가 소속된 국가의 올림픽 활동을 보호하고 장려하며 발전시키는 것이다. 각국별 국가 올림픽 위원회의 역할은 올림픽 이념의 정신을 올림픽 헌장을 준수하고 스포츠의 발전, 도덕성을 장려하는 한도 내에 그 나라에 활성화시키는 것이다. 이 위원회는 올림픽 때 자신의 국가를 대표함에 있어서 책임이 뒤따르고 올림픽 개최지를 결정하고 올림픽 기간중에 정부와 협력하며 비정부 단체이다.

### 5장: 올림픽
리하디가리아니 개최지 결정, 올림픽 참가 규정, 올림픽 종목, 방송권, 출판물, 올림픽을 위한 선전활동의 허용이 언급되어 있다.
또한 5장의 3절에서는 올림픽 기능과 사건에 있어서 허용될만한 의정서에 대해 언급하고있다. 여기에는 올림픽 기, 성화, 개/폐막식이 포함된다.